# Día de la batalla del dos de abril
El Día de la Batalla del dos de abril fue una celebración cívica en México durante la época del Porfiriato para conmemorar la batalla del dos de abril de 1867 en la que el general Porfirio Díaz llegó al culmen de su carrera militar al tomar la ciudad de Puebla, la cual fue una victoria importante para dar por terminada la segunda intervención francesa en México. Durante los años de la paz porfiriana, dicha celebración tuvo una gran relevancia cívica en la Ciudad de México, Puebla y otros lugares de la república realizando desfiles, eventos culturales, manifestaciones obreras y otras actividades; también cumplió una función electoral para tener presente al héroe nacional sobreviviente que era reelegido para un siguiente periodo presidencial y por tanto, dicho festejo no estuvo exento de la crítica de los periodistas opositores de la época. La celebración del dos de abril se llevó a cabo por última vez en el país el 2 de abril de 1913 bajo el auspicio del presidente golpista Victoriano Huerta y con el general Díaz exiliado. Después del triunfo constitucionalista, jamás volvió a celebrarse esta fecha.